# Martim Moniz
Martim Moniz (m. 1147)  fue un caballero portugués, notorio por su participación en la toma de Lisboa en 1147 durante la reconquista cristiana de la ciudad.

## La Leyenda y la historia
De acuerdo con la leyenda, Martim Moniz fue un noble que luchó con heroísmo durante el cerco de Lisboa, al lado de las fuerzas cristianas bajo el mando del rey Alfonso I de Portugal (1112-1185).
Durante el asedio y aprovechando un momento en el que la puerta del Castillo de San Jorge quedó entreabierta, Moniz se lanzó en un ataque individual sacrificando su cuerpo y su vida en el mismo ataque atravesándose en la puerta con el propósito de impedir el cierre de la misma por los defensores del asedio.
Ese gesto heroico permitió el tiempo necesario para el acceso y llegada de sus compañeros de armas, que, de esa manera, consiguieron conquistar el castillo. En homenaje a Moniz ese acceso es conocido como "Puerta Martim Moniz"
Los dos únicos testimonios contemporáneos de la conquista de Lisboa por los árabes son las cartas de los cruzados Osberno (De expugnatione Lyxbonensi) y Arnulfo en cuya narrativa no citan ni a Martim Moniz ni el episodio en teoría acontecido. Historiográficamente, Alexandre Herculano consideró el acontecimiento como un episodio narrado por la tradición y que pudo parecer factible durante el contexto de la época.

## Relaciones familiares
Fue hijo de Munio Osorio de Cabrera y de María Nunes de Grijo y esposo de Teresa Alfonso con quien tuvo tres hijos:
- Pedro Martins da Torre (1160-?), señor de la Torre de Vasconcelos del cual proviene el importante linaje los Vasconcelos;[3]
- João Martins Salsa, padre de João Martins Salsa cuyo hijo fue el heredero de su tío el arcediano Martim Martins;[3]
- Martim Martins, (arcediano de la catedral de Braga), el cual otorgó testamento después de 1256 en el cual nombró a su sobrino-nieto, Estêvão Anes de Vasconcelos como heredero.[3]

## El monumento
Próximo a la Puerta de Martim Moniz, en la antigua muralla árabe de Lisboa, se yergue un busto del héroe. En una placa de mármol, sobre la puerta, colocada por un descendiente de la familia Vasconcelos a mediados del s. XVII puede leerse.

El Rey Don Alfonso Henriques mando colocar esta estatua y busto de piedra en memoria de la gloriosa muerte que don Martim Moniz, patriarca de la familia de los Vasconcelos, recibió en esta puerta cuando atravesándose en ella franqueó a los suyos la entrada con lo que se ganó a los moros esta ciudad en el año de 1147.
João Roiz de Vasconcelos e Sousa, Conde de Castel Melhor su décimo cuarto nieto por baronía hizo poner aquí está inscripción en el año de 1646

Una plaza mayor en la base del Castillo de Lisboa, en el corazón de la vreguesia do Socorro, también se llama Martim Moniz, dando nombre a la estación del Metropolitano que la sirve.